# Tom Benedek
Pour les articles homonymes, voir Benedek.
Tom Benedek est un scénariste américain.

## Filmographie
Sauf indication contraire, les informations mentionnées dans cette section peuvent être confirmées par la base de données cinématographiques IMDb,  présente dans la section « Liens externes ».

### Cinéma
- 1985 : Cocoon de Ron Howard
- 1996 : Pinocchio ( The Adventures of Pinocchio) de Steve Barron
- 1997 : Zeus et Roxanne (Zeus and Roxanne) de George Trumbull Miller

## Distinctions

### Nominations
- Saturn Award :
  - Saturn Award du meilleur scénario 1986 (Cocoon)
- Writers Guild of America Award :
  - Meilleur scénario original 1986 (Cocoon)
- Prix Hugo :
  - Meilleur film 1986 (Cocoon)